# All Japan Indoor Tennis Championships 2012
L'All Japan Indoor Tennis Championships 2012 è stato un torneo professionistico di tennis maschile giocato sulla terra rossa. È stata la 16ª edizione del torneo che fa parte dell'ATP Challenger Tour nell'ambito dell'ATP Challenger Tour 2012. Si è giocato a Kyoto in Giappone dal 5 all'11 marzo 2012.

## Partecipanti

### Teste di serie
| Nazionalità   | Giocatore         | Ranking* | Testa di serie |
| ------------- | ----------------- | -------- | -------------- |
| Giappone      | Gō Soeda          | 81       | 1              |
| Tunisia       | Malek Jaziri      | 104      | 2              |
| Giappone      | Tatsuma Itō       | 105      | 3              |
| Giappone      | Yūichi Sugita     | 174      | 4              |
| Thailandia    | Danai Udomchoke   | 177      | 5              |
| Taipei cinese | Yang Tsung-hua    | 181      | 6              |
| Australia     | Benjamin Mitchell | 214      | 7              |
| Finlandia     | Harri Heliövaara  | 215      | 8              |

- Ranking al 27 febbraio 2012.

### Altri partecipanti
Giocatori che hanno ricevuto una wild card:
- Takuto Niki
- Takao Suzuki
- Shota Tagawa
- Yasutaka Uchiyama

Giocatori passati dalle qualificazioni:
- Matthew Barton
- Brydan Klein
- Purav Raja
- Yi Chu-huan

## Campioni

### Singolare
- Tatsuma Itō ha battuto in finale  Malek Jaziri, 6(5)–7, 6-1, 6-2

### Doppio
- Sanchai Ratiwatana /  Sonchat Ratiwatana hanno battuto in finale  Hsieh Cheng-peng /  Lee Hsin-han, 7–6(7), 6-3